# Otto Stielow
Otto Wolf Stielow (* 4. Mai 1831 auf Gut Maethlow; † 20. Juni 1908 in Hildesheim) war ein deutscher Verwaltungsbeamter.

## Leben
Otto Stielow studierte Rechtswissenschaften an der Universität Halle. 1851 wurde er Mitglied des Corps Marchia Halle. Nach Abschluss des Studiums trat er in den preußischen Staatsdienst und absolvierte 1859–1861 das Regierungsreferendariat in Magdeburg. 1861 bestand er das Regierungsassessor-Examen. Von 1864 bis 1903 war er Landrat des Landkreises Quedlinburg. Er erwarb sich besondere Verdienste um den Erhalt des Naturdenkmals Teufelsmauer, indem er 1867 der Gemeinde Weddersleben die weitere Ausnutzung als Steinbruch untersagte. Zuletzt lebte er in Hildesheim.

## Auszeichnungen
- Ernennung zum Geheimen Regierungsrat[1]